# Sarotherodon caroli
Sarotherodon caroli é uma espécie de peixe da família Cichlidae.
É endémica de Camarões.